# Weather Machine
Weather Machine là một tác phẩm điêu khắc bằng đồng và là chiếc máy hình cột động học lumino. Nó hoạt động như một đèn hiệu thời tiết và hiển thị dự báo hằng ngày vào mỗi buổi trưa. Được thiết kế và thi công bởi Omen Design Group Inc., tác phẩm điêu khắc này cao khoảng 9 m (30 foot) được khánh thành vào năm 1988 tại một góc của Quảng trường Tòa án Pioneer ở thành phố Portland, bang Oregon, Hoa Kỳ. Khoảng hai nghìn người đã tham gia buổi khánh thành của nó. Một chương trình đã được phát sóng trực tiếp trên truyền hình quốc gia Hoa Kỳ với người dẫn chương trình Willard Scott. Máy được định giá có giá trị vào khoảng 60.000 USD.
Vào mỗi ngày, nó sẽ hiển thị thời gian dự báo kéo dài khoảng hai phút, bao gồm tiếng kèn lệnh, phun hơi nước và đèn nhấp nháy. Máy hiển thị một trong ba biểu tượng được để dự báo thời tiết trong vòng 24 giờ tới. Trong đó, mặt trời hiển thị cho thời tiết quang đãng và nắng ấm, một con diệc xanh cho mưa phùn và thời tiết chuyển tiếp, một con rồng kèm với sương mù cho thời tiết mưa hoặc bão. Tác phẩm điêu khắc này bao gồm hai máy đo gió được làm bằng đồng và hiển thị nhiệt độ qua đèn màu dọc theo thân của nó. Chỉ số chất lượng không khí được hiển thị bằng hệ thống đèn bên dưới quả cầu inox. Dự báo thời tiết được đưa ra dựa trên thông tin do các nhân viên của Quảng trường Tòa án Pioneer thu thập từ Cục Thời tiết Quốc gia và Cục Chất lượng Môi trường của Mỹ. Weather Machine được coi là một địa điểm thu hút khách du lịch, nó được ca ngợi bởi sự kỳ quặc cũng như thường được so sánh với một cây quyền trượng khổng lồ.

## Mô tả và lịch sử
Weather Machine là một tác phẩm điêu khắc bằng đồng động học lumino đóng vai trò như một đèn hiệu thời tiết, được thiết kế và thi công bởi Omen Design Group Inc. Những người đóng góp bao gồm Jere và Ray Grimm, Dick Ponzi, và Roger Patrick Sheppard. Nhóm đóng góp đã mô tả nỗ lực của họ là "sự hợp tác", tuy nhiên Sheppard nhận định Ponzi mới là "nhạc trưởng" của dự án. Ponzi thi công về mặt kỹ thuật và thủy lực học cho chiếc máy, và nó đã được lắp ráp tại vườn nho của ông ấy gần Beaverton. Tác phẩm điêu khắc này được lấy cảm hứng từ nhà văn Terence O'Donnell sinh ra tại Portland, người bị chứng viêm tủy xương từ nhỏ, và lấy cảm hứng từ điệu nhảy "funny Irish jig" của ông ấy. Weather Machine, đã phải mất 5 năm để lập kế hoạch và xây dựng với giá thành 60.000 đô la Mỹ. Nó được lắp đặt tại quảng trường vào tháng 8 năm 1988. Today đã phát sóng trực tiếp buổi khánh thành từ quảng trường vào ngày 24 tháng 8. Hai nghìn người đã có mặt từ 4 giờ sáng để tham dự buổi lễ khánh thành. Những người đóng góp tài chính bao gồm Pete và Mary Mark, Tổ chức AT&T, Alyce R. Cheatham, Alexandra MacColl, E. Kimbark MacColl, Meier & Frank, Sở Chất lượng Môi trường Oregon, David Pugh và Standard Insurance Company. Thông tin về những người hiến tặng đã được đính kèm trên một tấm bảng gắn trên thân của tác phẩm điêu khắc trong những tuần sau đó.

Tác phẩm điêu khắc bao gồm hai máy đo gió bằng đồng. Trong ảnh là biểu tượng con diệc màu xanh lam, biểu thị thời tiết chuyển tiếp.

Mỗi ngày vào buổi trưa, chiếc máy hình cột này sẽ thực hiện một chuỗi hiển thị dài hai phút bắt đầu bằng tiếng kèn trong bản giao hưởng "Fanfare for the Common Man" của Aaron Copland trước khi nó thổi ra hơi nước và đèn nhấp nháy. Sau đó, máy xuất hiện một trong ba biểu tượng kim loại: một mặt trời vàng cách điệu ("helia") cho thời tiết nắng, một con diệc xanh (loài chim chính thức của Portland) đối với mưa phùn và thời tiết chuyển tiếp, hoặc sương mù và rồng cho mưa lớn hoặc thời tiết có bão. Các biểu tượng huyền ảo thay đổi vào cùng một thời điểm mỗi ngày, đại diện cho các dự đoán thời tiết trong khoảng 24 giờ sau. "Helia", được mô tả là "lấp lánh", được thiết kế bởi Jere Grimm; thiết kế của bà sau đó được áp dụng cho chiếc bình của chồng bà, được trưng bày vào năm 1989. Kèn được phép chơi vào buổi trưa do được miễn trừ pháp lệnh về tiếng ồn của Portland trong khoảng thời gian đó. Ray Grimm đã xây dựng biểu tượng con diệc màu xanh, và cả nhóm đã hợp tác tạo ra biểu tượng rồng dựa trên bản vẽ của ông ấy. Để máy hiển thị dự đoán thời tiết chính xác, theo báo cáo của The Oregonian vào năm 1988, nhân viên của Quảng trường Tòa án Pioneer liên hệ với Dịch vụ Thời tiết Quốc gia Hoa Kỳ vào lúc 10:30 sáng hàng ngày để biết dự báo, sau đó nhập thông tin vào máy tính của máy, nằm sau một cánh cửa gần đó.
Chiều cao của máy được báo cáo vào khoảng từ 25 đến 33 foot (7,6 đến 10,1 m), bao gồm hai máy đo gió bằng đồng quay ngược chiều nhau. Máy cũng cho biết nhiệt độ (khi nhiệt độ đạt 19 °F (−7 °C) trở lên) thông qua đèn màu dọc theo thân của tác phẩm. Được đo bằng đồng hồ đo bên trong, máy hiển thị đèn màu xanh lam cho biết nhiệt độ dưới mức đóng băng, đèn màu trắng cho biết nhiệt độ trên mức đóng băng và đèn màu đỏ để đánh dấu mỗi mười độ (° F). Đề cập đến một hệ thống đèn bổ sung (bên dưới quả cầu bằng thép không gỉ) cho biết chất lượng không khí, The Oregonian đã báo cáo vào năm 1988 rằng đèn màu xanh lá cây cho biết chất lượng không khí ở mức tốt, màu hổ phách phản ánh không khí chất lượng "nửa sương khói" và đèn màu đỏ cho biết chất lượng không khí ở mức kém. Các nhân viên của Quảng trường Tòa án Pioneer  nhập thông tin chất lượng không khí vào máy tính của máy sau khi kiểm tra định kỳ với Sở Chất lượng Môi trường Hoa Kỳ.
Ngoài buổi lễ khánh thành trước bình minh trên đài truyền hình quốc gia, Weather Machine còn có buổi lễ khánh thành trước công chúng vào trưa ngày 24 tháng 8, với sự tham dự của Thị trưởng Bud Clark và các quan chức thành phố khác. Vào ngày hôm đó, máy hiển thị biểu tượng mặt trời và đèn xanh cho chất lượng không khí ở mức tốt, đồng thời cho biết nhiệt độ đang là 28 ° C (82 ° F). Sau lễ khánh thành, được gọi chính thức với tên "Fanfare for Weather Machine with Four Trumpets", ca sĩ nhạc jazz Shirley Nanette đã dẫn đầu đám đông trong phần trình diễn ca khúc "You Are My Sunshine". Portland có thời tiết tốt trong những ngày sau khi khánh thành, khiến du khách không thể nhìn thấy cả ba biểu tượng trong một khoảng thời gian dài (mặc dù cả ba biểu tượng đều được hiển thị ngắn gọn trong chuỗi hai phút hàng ngày). Điều này khiến cho giám đốc điều hành của Quảng trường Tòa án Pioneer  cân nhắc việc thay đổi lịch trình của cỗ máy để công chúng có cơ hội nhìn thấy cả ba biểu tượng. Tác phẩm điêu khắc hoạt động ổn định trong vài năm đầu, tuy nhiên vào mùa đông năm 1995, một trục trặc cơ học đã khiến thời gian dự báo bị thay đổi và máy đo nhiệt độ không hoạt động bình thường. Năm 2012, máy bị trục trặc và ngừng hoạt động trong một tuần.

## Đón nhận

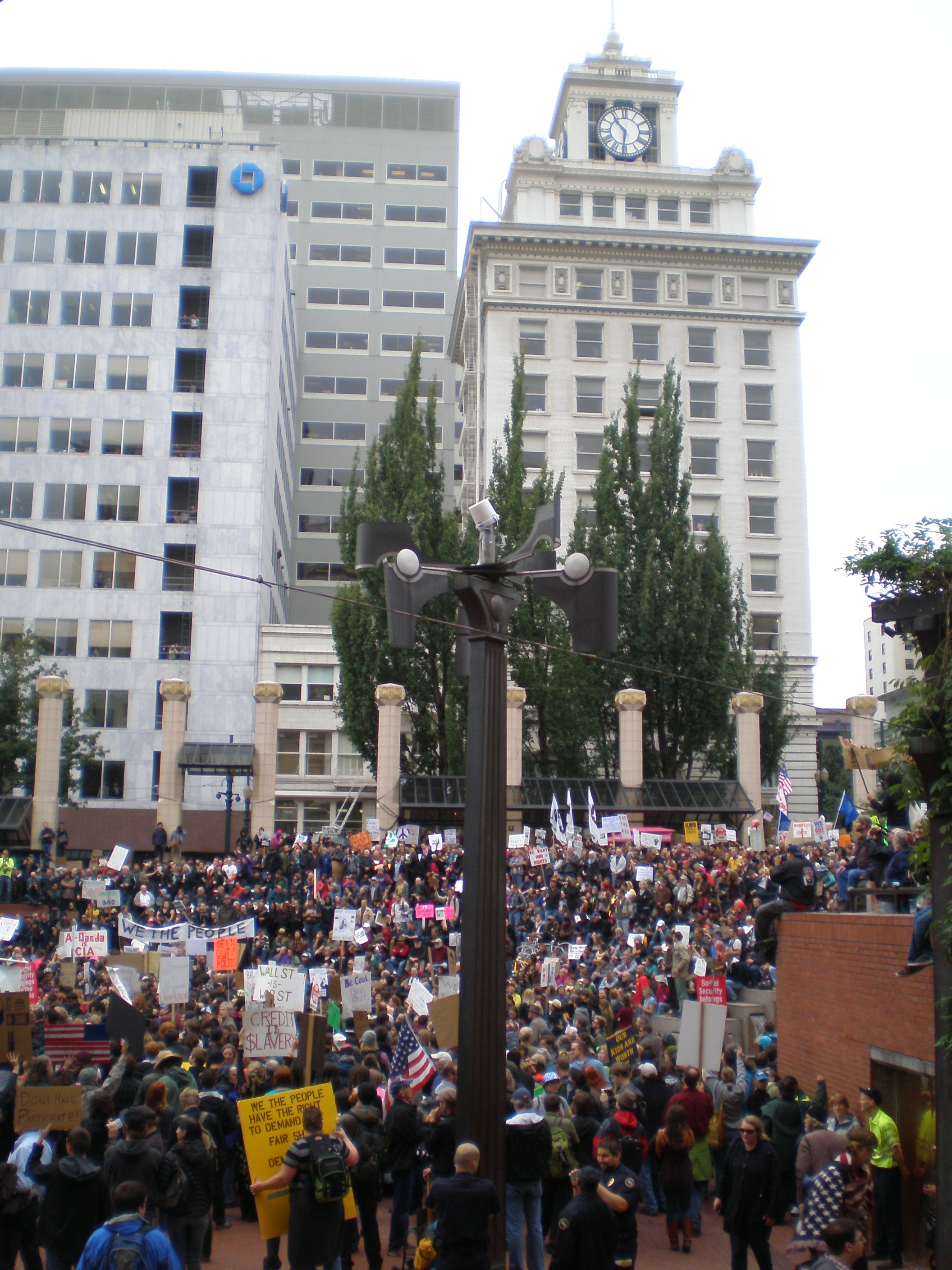
Tác phẩm điêu khắc, từ phía bắc, trong một cuộc biểu tình Chiếm Portland vào năm 2011

Trong những tuần sau lễ khánh thành, ước tính có khoảng 300 đến 400 người tập trung tại quảng trường hàng ngày để chứng kiến chuỗi thời gian buổi trưa. The Oregonian đã viết: “Dù biết rằng các nhân viên của quảng trường phải gọi cho Cục Khí tượng và Chất lượng Môi trường mỗi ngày rồi bấm những nút cần thiết để đảm bảo máy vẫn đang hoạt động, nhưng điều đó cũng không khiến cho nó kém hấp dẫn hơn chút nào… Đây là điểm khác biệt giữa Portland và bất kỳ thành phố nào khác. Tất cả chúng tôi đều yêu thích nó".
Ponzi mô tả chiếc máy là "nhẹ nhàng... hoạt động, đặc biệt - và vui nhộn". O'Donnell, người đã truyền cảm hứng cho tác phẩm điêu khắc, gọi nó là một "cảnh tượng nhẹ nhàng" và mô tả tác phẩm là "một tác phẩm hoạt hình, một món đồ chơi kỳ quặc. Nó có chuông, còi và các kỳ quan cơ giới hóa khác để xác nhận mưa, đôi khi sau trận mưa rào và thông báo trời nắng giữa lúc chang chang". Năm 1994, tờ The Oregonian đưa tin rằng O'Donnell coi Weather Machine với "sự xen lẫn giữa sự ngạc nhiên và bối rối" và tuyên bố rằng ông "[không] nghĩ rằng nó [lại] hấp dẫn đến vậy". Vivian McInerny, người viết ấn phẩm đã nói về O'Donnell và chiếc máy rằng: "Những người thực tế có thể tự hỏi tại sao một chiếc máy dự báo thời tiết ngu ngốc như vậy lại được lắp đặt ở quãng trường khi có thể nhìn thấy rõ ràng bằng việc liếc qua cửa sổ... Có thể chính những người thực tế này đang giữ cho thế giới tiếp tục phát triển. Nhưng những người kém thực tế hơn, những người mơ mộng như O'Donnell, lại khiến thế giới trở nên đáng xem."
Năm 1995, Jonathan Nicholas của The Oregonian đã viết, "Cho đến nay, không ai có thể chắc chắn dự báo thời tiết sẽ như thế nào khi tiếng nhạc bắt đầu vào buổi trưa hàng ngày, giống như thống đốc mặc quần jean xanh, không ai biết ông ấy muốn làm gì tiếp theo, chúng tôi không biết phải làm gì, chỉ làm nó thật tốt". Grant Butler của The Oregonian đã viết rằng tiếng kèn của máy là một trong ba ví dụ về cách mà mọi người có thể chắc chắn rằng đang là buổi trưa ở Portland.
Tác phẩm được coi là một điểm thu hút khách du lịch, được đề xuất trong hướng dẫn du khách tham quan Portland và bao gồm trong các chuyến du lịch đi bộ. Một cộng tác viên du lịch đã đề xuất một chuyến tham quan tác phẩm điêu khắc cho những người có con đang tìm kiếm một "ngày gia đình hoàn hảo". Weather Machine được so sánh với một chiếc quyền trượng khổng lồ, một số người gọi nó là "kỳ quái", "kỳ dị", "vui tươi", "độc nhất", "kỳ quặc", "bất thường", "khờ dại", và một "mảnh phù thủy".